# Боксфорд (Массачусетс)
Боксфорд (англ. Boxford) — місто (англ. town) в США, в окрузі Ессекс штату Массачусетс. Населення — 8203 особи (2020).

## Демографія
Згідно з переписом 2010 року, у місті мешкало 7965 осіб у 2688 домогосподарствах у складі 2289 родин. Було 2757 помешкань
Расовий склад населення:
| - 96,4 % — білих - 1,5 % — азіатів - 0,5 % — чорних або афроамериканців - 0,1 % — корінних американців |

До двох чи більше рас належало 1,2 %. Частка іспаномовних становила 1,8 % від усіх жителів.
За віковим діапазоном населення розподілялося таким чином: 28,2 % — особи молодші 18 років, 58,6 % — особи у віці 18—64 років, 13,2 % — особи у віці 65 років та старші. Медіана віку мешканця становила 45,3 року. На 100 осіб жіночої статі у місті припадало 96,9 чоловіків;  на 100 жінок у віці від 18 років та старших — 92,9 чоловіків також старших 18 років.
Середній дохід на одне домашнє господарство  становив 192 799 доларів США (медіана — 155 034), а середній дохід на одну сім'ю — 198 904 долари (медіана — 160 982). Медіана доходів становила 116 098 доларів для чоловіків та 83 929 доларів для жінок. За межею бідності перебувало 2,8 % осіб, у тому числі 6,3 % дітей у віці до 18 років та 1,1 % осіб у віці 65 років та старших.
Цивільне працевлаштоване населення становило 4157 осіб. Основні галузі зайнятості: науковці, спеціалісти, менеджери — 19,3 %, освіта, охорона здоров'я та соціальна допомога — 18,7 %, виробництво — 12,9 %, будівництво — 9,8 %.